# Anna Zinkeisen

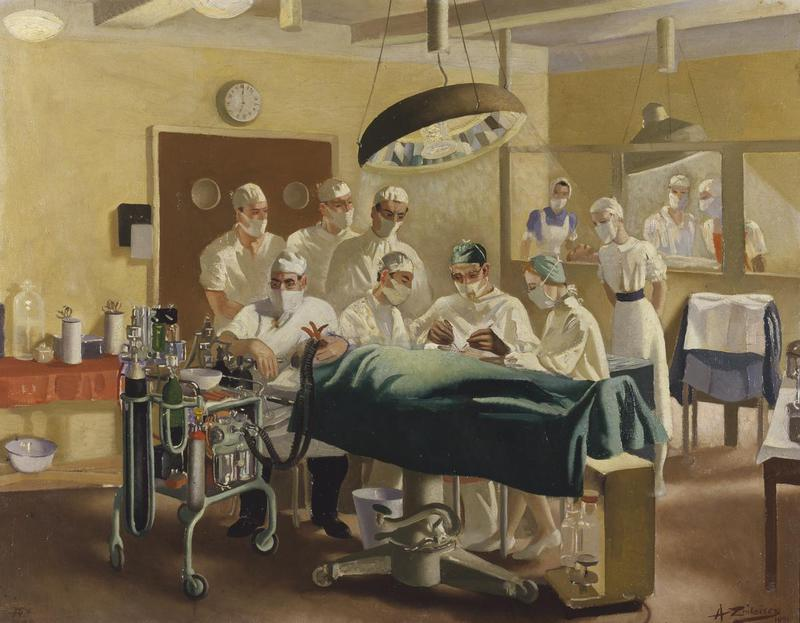
Archibald McIndoe, consultant en chirurgie plastique auprès de la Royal Air Force, opérant au Queen Victoria Plastic and Jaw Injury Centre, East Grinstead, par Anna Zinkeisen, 1944

Anna Katrina Zinkeisen, (nom d'épouse Heseltine), née le 28 août 1901 à Kilcreggan et morte le 23 septembre 1976 à Londres, est une peintre et artiste écossaise. 

## Biographie
Anna Zinkeisen, née le 28 août 1901 à Kilcreggan, est la fille de Clare Bolton-Charles et de Victor Zinkeisen, marchand de bois. La famille déménage dans le Middlesex en 1909. Anna et sa sœur Doris font des études privées à la maison avant de fréquenter la Harrow School of Art, d'où elles gagnent toutes les deux  des bourses d’études aux Royal Academy Schools. Anna étudie la sculpture dans les écoles de la Royal Academy entre 1916 et 1921, remportant des médailles d'argent et de bronze et exposant à la Royal Academy en 1919. Elle reçoit une commande pour quelques plaques de la société Wedgwood et bien que ces dessins obtiennent une médaille d'argent à l'Exposition des Art Décoratifs de Paris en 1925, Zinkeisen décide de se spécialiser dans la peinture de portrait et la peinture murale. 
En 1935, le constructeur naval John Brown and Company de Clydebank charge Anna et Doris Zinkeisen de réaliser des peintures murales sur le paquebot RMS Queen Mary. Leur travail peut encore être vu, dans la salle Verandah Grill, sur le navire maintenant amarré en permanence à Long Beach en Californie. À cette époque, Anna travaille également sur un certain nombre d'illustrations pour des livres et des couvertures de magazines ainsi que la conception d'affiches, telles que Merry-go-round et Motor Cyle and Cycle Show, Olympia 5–10 November 1935 pour London Transport,. En 1940, les deux sœurs contribuent également à la réalisation de peintures murales sur le paquebot RMS Queen Elizabeth. 
Pendant la Seconde Guerre mondiale, Anna Zinkeisen travaille comme artiste médicale et infirmière auxiliaire dans l'Ordre de Saint-Jean à l'hôpital St. Mary's de Paddington. Après une journée de travail dans un service de soins infirmiers, Zinkeisen se sert d'une salle d'opération désaffectée comme atelier pour travailler sur ses tableaux. Pendant le conflit, elle  peint des scènes à l'hôpital et des représentations de victimes de raids aériens. Elle réalise également des dessins pathologiques de blessures de guerre pour le Royal College of Surgeons. Son autoportrait et sa peinture du chirurgien plasticien Sir Archibald McIndoe sont tous deux exposés à la National Portrait Gallery (Londres),. Parmi les autres sujets de portrait qu'elle aborde plus tard, mentionnons S.A.R. le prince Philip, sir Alexander Fleming et Lord Beaverbrook. Vers la fin de la guerre, le métro de Londres charge Zinkeisen de produire une affiche anticipant la fin du conflit. Son dessin montre une femme qui emmène une famille de la guerre vers des champs ensoleillés grâce à une citation de Winston Churchill. 
En 1944, Anna et Doris Zinkeisensont sont chargées par l'United Steel Companies (USC) de produire douze tableaux qui sont reproduits dans la presse professionnelle et technique en Grande-Bretagne, au Canada, en Australie et en Afrique du Sud. Les images sont ensuite rassemblées dans un livre, This Present Age, publié en 1946. 
Elle réalise une peinture murale représentant des oiseaux de la Bible (vers 1967) à la mémoire de son mari, le colonel Guy Heseltine, dans l'église St Botolph's, Burgh, Suffolk.
Anna Zinkeisen meurt le 23 septembre 1976 à Londres.